# Штавањ
Штавањ је насељено мјесто у општини Рогатица, Република Српска, БиХ. Према попису становништва из 1991. у насељу је живјело 55 становника.

## Становништво
| Националност       | 1991. | 1981. | 1971. | 1961. |
| Срби               | 55    | 94    | 129   | 143   |
| Хрвати             |       |       | 1     |       |
| остали и непознато |       |       |       |       |
| Укупно             | 55    | 94    | 130   | 143   |

| Демографија | Демографија | Демографија |
| Година      | Становника  | Становника  |
| ----------- | ----------- | ----------- |
| 1961.       | 143         |             |
| 1971.       | 130         |             |
| 1981.       | 94          |             |
| 1991.       | 55          |             |